# Epimedium ogisui
Epimedium ogisui là một loài thực vật có hoa trong họ Hoàng mộc. Loài này được Stearn mô tả khoa học đầu tiên năm 1993.